# 消失的情人節
《消失的情人節》（英語：My Missing Valentine）是一部2020年上映的臺灣愛情喜劇片，由華納兄弟發行，陳玉勳執導，劉冠廷、李霈瑜及周群達主演。本片入圍第57屆金馬獎11個獎項，為該屆入圍獎項最多的作品，最終獲得最佳劇情長片、最佳導演、最佳原著劇本、最佳剪輯、最佳視覺效果五個獎項。本片由山下敦弘、宮藤官九郎改編成日本電影《快一秒的他》。
本片为演员顾宝明生前的最后一部电影演出。

## 劇情
阿泰父母雙雙在阿泰小時候的一場車禍中過世，阿泰則身受重傷住院，在阿泰的隔壁病床是搭乘遊覽車出遊在同一場車禍中受傷的楊曉淇，楊曉淇在出院前不斷鼓勵阿泰、逗他笑，甚至約定彼此要寫信到「038」郵政信箱。楊曉淇於高中有次回家遇到將外出的父親，託他代買綠豆豆花，想不到父親一去不回，從此失蹤。
30歲的楊曉淇在郵局擔任櫃員，在七夕情人節前三天於公園遇到教導舞蹈的劉文森，之後兩人相約七夕情人節前夕看電影。在看完電影後，楊曉淇聽完劉文森所正在面對的善事決定助一臂之力，參加市府在七夕情人節當天舉辦的「情侶默契比賽」。劉文森送楊曉淇下公車後再度回到公車上，此時過去遭到劉文森詐騙的受害者偕同流氓弟弟等人，脅迫劉文森返還其騙取之金錢。得知劉文森是愛情騙子的阿泰上前想與劉文森理論，卻因「動作慢」反遭對方打成「豬頭」。
七夕情人節當天，楊曉淇搭乘公車前往比賽地點，途中時間靜止了。在公車上靜養睡覺的阿泰驚覺時間靜止，騎乘腳踏車找尋楊曉淇，之後開著載有楊曉淇的公車前往老家嘉義東石，在那裏的海邊，阿泰為楊曉淇拍攝許多照片，也為自己與楊曉淇拍攝許多合照。回程臺北路上，阿泰看見有一位孤獨男子在路邊行走，該男子上車後認得楊曉淇，並訴出當天其實決定要跳樓以及為何會發生時間靜止的原因，男子在下車前委託阿泰幫他買碗綠豆豆花給楊曉淇。深夜回到臺北後，阿泰背楊曉淇回到其住家，阿泰猶豫許久後在楊曉淇的額頭送上一吻，便決定寫出最後一封給楊曉淇的信。
楊曉淇持續時間靜止到七夕情人節隔天起床，發覺自己的情人節不見了，但還是回到郵局工作。阿泰此時來到郵局寄出最後一封信，步出郵局、過馬路時聽到豆花兩字，想起楊曉淇父親委託的事，卻遭到車輛撞擊送醫。過幾天楊曉淇突然想起「038」信箱的鑰匙，便向郵局局長請年假，想透過這把鑰匙找到阿泰。來到有蚵田的雲林、嘉義，楊曉淇在多間郵局嘗試使用那把鑰匙開啟「038」信箱，最終在東石郵局成功開啟信箱，並經由信箱中的信，找到照片的拍攝地點。一年後，調往嘉義東石郵局的楊曉淇，每天開啟「038」信箱確認有無信件。有一天，拄著拐杖的阿泰前來寄信，目睹阿泰的楊曉淇不禁落下眼淚，阿泰則送上遲來的綠豆豆花，且與楊曉淇相約下班後娓娓道來過去所發生的一切。

## 演員
- 劉冠廷飾阿泰(吳桂泰)，公車司機
- 李霈瑜飾楊曉淇，郵局櫃員
- 周群達飾劉文森，舞蹈老師
- 黑嘉嘉飾葉佩雯，郵局櫃員
- 黃連煜飾楊曉淇父親
- 林美照飾楊曉淇母親
- 吳岱叡飾小時候的阿泰
- 白小櫻飾小時候的楊曉淇
- 王自強飾郵局局長
- 張鳳美飾郵局嬸
- 顧寶明飾壁虎伯
- 陳竹昇飾電台DJ馬賽克
- 曾威豪飾眼鏡男
- 林美秀飾眼鏡男母親
- 郭文頤飾眼鏡男伴侶
- 許時豪飾時間靜止的騎腳踏車男
- 莊益增飾照相館老闆
- 梁赫群飾處理楊曉淇父親失蹤的警察
- 馬志翔飾處理公車違停的交通警察
- 郎祖筠飾劉文森的伴侶
- 海裕芬飾遭劉文森詐騙金錢的眼鏡女
- 張再興飾眼鏡女的流氓弟弟
- 林書宇飾楊曉淇小時候的合唱團老師
- 喜翔飾鬼頭師
- 郭玄奇飾阿宅，楊曉淇同公寓的住戶
- 百白飾劉姐，楊曉淇同公寓的住戶
- 范足妹飾蚵農，拿蚵仔乾找楊曉淇寄件
- 何瑞康飾阿泰小時候的老師

## 製作
導演陳玉勳在個人第二部執導作品《愛情來了》上映後，撰寫出原名為《有一天》的劇本，於2000年曾入圍釜山國際電影節創投卻沒有收穫，申請國片輔導金也未過關；當時陳玉勳想找劉若英主演。在拍完《健忘村》之後，陳玉勳花兩年時間將劇本《有一天》重新改寫，如男主角的職業，從原本的畫家改成公車司機；重改劇本時發現《有一天》已經被侯季然用過，陳玉勳覺得若消失的那一天是情人節應該很好玩，就決定叫做《消失的情人節》。電影男主角一開始就選定劉冠廷，女主角則是陳玉勳在2018年台北電影節擔任評審時觀看到《海人魚》、之後與李霈瑜會面後，便認定李霈瑜為電影女主角。《消失的情人節》為了拍攝郵局場景，因中華郵政的郵局難以配合，於是劇組在淡水斥資新臺幣500萬元搭蓋郵局；時間靜止的場景，在臺北信義商圈封街拍攝；電影男主角的老家設定在嘉義東石。
《消失的情人節》的成本預算為新臺幣4000萬元，有獲得文化部影視及流行音樂產業局107年度第2梯次國產電影長片輔導金新臺幣1800萬元。

## 評論
影評人張硯拓認為：「作為一部喜劇，《消失的情人節》很難得沒有剝削兩位邊緣人主角⋯⋯，曉淇的『丑』態和樂觀並存，阿泰也傻人有傻福。陳玉勳對他的兩個主角是真心心疼的，這片心疼透露了故事真正的主題，也就是兩個『愛情弱勢者』的緣分。」香港電影評論學會的一篇影評認為：「電影充滿著各種觀眾熟悉的元素。利用獨白快速理清主角經歷和人物關係，時間暫停及其帶來的笑料，男女主角小時候就相遇過並立下過約定，配角各種巧合地推進情節⋯⋯觀眾仍然買帳，映畢感覺耳目一新。那是因為性格、職業和選景等設置，為用快與慢符號化了的小人物注入生命，引起大眾對成長和愛情的共鳴。⋯⋯生活節奏極致的快和慢，在電影中運用得十分出色。」
電影學者孫松榮認為，導演陳玉勳「讓一座城市暫停，且使一位女性不見了她整天的記憶的情節……分別觸及了現代性的批判精神乃至女性形體想像等核心面向，而與臺灣影片形成跨時空與跨文化的對話潛力」，將《消失的情人節》與1923年的法國黑白片《沉睡的巴黎》比較，並讚賞《消失的情人節》「環環相扣所營造的眩目傾心，還絕不能漏了穿梭其間讓城市暫停與消失女人得以故技重施的導演魔法。」另一位電影學者沈裕融指出：「相較於多數科幻、懸疑片中的動態影像不斷藉由靜止與運動的對立關係（非動即靜），陳玉勳在本片中卻藉由在暫停的世界中進行攝影行動之悖謬性，轉以『慢』來討論與動態影像的『快』（非快即慢）間的相互關係」，將《消失的情人節》置於臺灣電影史的脈絡下，探問「在新電影之後，臺灣電影採取什麼樣的時間意識來面對歷史？而這種藉由緩慢與延遲的美學所建構的延遲主體意識之轉向，又如何回應當代？」
但《消失的情人節》的劇情也引來質疑，部分輿論批評男主角擅自觸碰、搬運女主角，是侵犯女主角的身體自主權，電影卻以浪漫來美化。、電影及電玩評論者壁虎先生則批評該電影充斥「刻板的笑點和對女主人翁傻蠢的機械式的強調」，並認為「金馬獎將最佳劇情片頒給它則體現了對瓊瑤電影的回歸正典的肯認」。 關鍵評論網的一篇影評認為「《消失的情人節》將『遺失、拾回』和『虧欠、補償』混淆在一起。電影在最後下的註腳十分精準，但是有一點點小錯誤。並不是什麼『你要好好愛自己，因為有人愛你』，而是『因為我愛你（愛了那麼久），所以你要愛我（要好好補償我）』。」

## 票房
臺灣方面，首週三天票房為新臺幣327萬元；次週票房累計至新臺幣820萬元；第三週票房累計至新臺幣1363萬元；第四週票房累計至新臺幣1805萬元。

## 獲獎與提名
| 類別                     | 頒獎日期       | 入圍者／作品       | 獎項             | 結果 | 參考                 |
| ------------------------ | -------------- | ------------------ | ---------------- | ---- | -------------------- |
| 金馬獎                   | 2020年11月21日 | 《消失的情人節》   | 最佳劇情長片     | 獲獎 | [ 4 ] [ 5 ]          |
| 金馬獎                   | 2020年11月21日 | 陳玉勳             | 最佳導演         | 獲獎 | [ 4 ] [ 5 ]          |
| 金馬獎                   | 2020年11月21日 | 劉冠廷             | 最佳男主角       | 提名 | [ 4 ] [ 5 ]          |
| 金馬獎                   | 2020年11月21日 | 李霈瑜             | 最佳女主角       | 提名 | [ 4 ] [ 5 ]          |
| 金馬獎                   | 2020年11月21日 | 陳玉勳             | 最佳原著劇本     | 獲獎 | [ 4 ] [ 5 ]          |
| 金馬獎                   | 2020年11月21日 | 周宜賢             | 最佳攝影         | 提名 | [ 4 ] [ 5 ]          |
| 金馬獎                   | 2020年11月21日 | 郭憲聰             | 最佳視覺效果     | 獲獎 | [ 4 ] [ 5 ]          |
| 金馬獎                   | 2020年11月21日 | 王成               | 最佳美術設計     | 提名 | [ 4 ] [ 5 ]          |
| 金馬獎                   | 2020年11月21日 | 賴秀雄             | 最佳剪輯         | 獲獎 | [ 4 ] [ 5 ]          |
| 金馬獎                   | 2020年11月21日 | 簡豐書、湯湘竹     | 最佳音效         | 提名 | [ 4 ] [ 5 ]          |
| 金馬獎                   | 2020年11月21日 | 《Lost and Found》 | 最佳原創電影歌曲 | 提名 | [ 4 ] [ 5 ]          |
| 台灣影評人協會           | 2021年3月26日  | 《消失的情人節》   | 最佳影片         | 提名 | [ 24 ] [ 25 ] [ 26 ] |
| 台灣影評人協會           | 2021年3月26日  | 陳玉勳             | 最佳導演         | 獲獎 | [ 24 ] [ 25 ] [ 26 ] |
| 台灣影評人協會           | 2021年3月26日  | 陳玉勳             | 最佳劇本         | 提名 | [ 24 ] [ 25 ] [ 26 ] |
| 台灣影評人協會           | 2021年3月26日  | 劉冠廷             | 最佳男演員       | 提名 | [ 24 ] [ 25 ] [ 26 ] |
| 台灣影評人協會           | 2021年3月26日  | 李霈瑜             | 最佳女演員       | 提名 | [ 24 ] [ 25 ] [ 26 ] |
| 青年電影手冊年度盛典     | 2021年3月28日  | 《消失的情人節》   | 年度華語十佳影片 | 獲獎 |                      |
| 青年電影手冊年度盛典     | 2021年3月28日  | 陳玉勳             | 年度導演         | 提名 |                      |
| 青年電影手冊年度盛典     | 2021年3月28日  | 陳玉勳             | 年度編劇         | 提名 |                      |
| 青年電影手冊年度盛典     | 2021年3月28日  | 劉冠廷             | 年度男演員       | 提名 |                      |
| 青年電影手冊年度盛典     | 2021年3月28日  | 李霈瑜             | 年度女演員       | 提名 |                      |
| 第23屆烏迪內遠東國際影展 | 2021年7月7日   | 《消失的情人節》   | 黑龍影評獎       | 獲獎 |                      |
| 第23屆烏迪內遠東國際影展 | 2021年7月7日   | 《消失的情人節》   | 觀眾票選水晶桑獎 | 獲獎 |                      |
| 亞洲電影大獎             | 2021年10月8日  | 陳玉勳             | 最佳編劇         | 提名 | [ 27 ]               |
| 亞洲電影大獎             | 2021年10月8日  | 賴秀雄             | 最佳剪接         | 提名 | [ 27 ]               |
| 亞洲電影大獎             | 2021年10月8日  | 郭憲聰             | 最佳視覺效果     | 提名 | [ 27 ]               |
| 臺北電影獎               | 2021年10月9日  | 《消失的情人節》   | 百萬首獎         | 提名 | [ 28 ]               |
| 臺北電影獎               | 2021年10月9日  | 《消失的情人節》   | 最佳劇情長片     | 獲獎 | [ 28 ]               |
| 臺北電影獎               | 2021年10月9日  | 陳玉勳             | 最佳導演         | 獲獎 | [ 28 ]               |
| 臺北電影獎               | 2021年10月9日  | 陳玉勳             | 最佳編劇         | 提名 | [ 28 ]               |
| 臺北電影獎               | 2021年10月9日  | 李霈瑜             | 最佳女主角       | 提名 | [ 28 ]               |
| 臺北電影獎               | 2021年10月9日  | 周宜賢             | 最佳攝影         | 提名 | [ 28 ]               |
| 臺北電影獎               | 2021年10月9日  | 賴秀雄             | 最佳剪輯         | 獲獎 | [ 28 ]               |
| 臺北電影獎               | 2021年10月9日  | 郭憲聰             | 最佳視覺效果     | 獲獎 | [ 28 ]               |
| 香港電影金像獎           | 2022年7月17日  | 《消失的情人節》   | 最佳亞洲華語電影 | 提名 | [ 29 ]               |

## 日本翻拍
《快一秒的他》（1秒先の彼）由山下敦弘執導、宮藤官九郎擔任編劇、岡田將生及清原果耶擔任主角。本片於2023年6月10日在上海國際電影節全球首映，6月22日在日本首映，7月7日在日本正式上映；臺灣由甲上娛樂代理發行本片，於2023年6月23日在台北電影節首映，9月1日在臺灣正式上映。

## 外部連結
- 消失的情人節的Facebook專頁
- 消失的情人節的Instagram帳戶
- 開眼電影網上《消失的情人節》的資料（繁體中文）
- 台灣電影網上《消失的情人節》的資料（繁體中文）
- Yahoo奇摩電影上《消失的情人節》的資料（繁體中文）
- 雅虎香港電影上《消失的情人節》的資料（繁體中文）
- 时光网上《消失的情人節》的資料（简体中文）
- 豆瓣电影上《消失的情人節》的資料 （简体中文）
- 互联网电影数据库（IMDb）上《消失的情人節》的资料（英文）
- 爛番茄上《消失的情人節》的資料（英文）
- Box Office Mojo上《消失的情人節》的資料（英文）